# Спасојевића кула у Брњици
Спасојевића кула у Брњици је грађевина која је саграђена прве половине 19. века. С обзиром да представља значајну историјску грађевину, проглашена је непокретним културним добром Републике Србије. Налази се у Брњици, под заштитом је Завода за заштиту споменика културе Краљево.

## Историја
Спасојевића кула у Брњици по начину градње одговара млађој варијанти куле као утврђеног стамбеног објекта. Настала је на подручју које је било веома нестабилно и несигурно за живот због чега се изградњом оваквих објеката тежило обезбеђивању породице. Верује се да су кулу изградили бегови из Ђаковице, Алија и Авдулах Имзибеговић током осме деценије 19. века. Кула је саграђена као зграда са приземљем у којем је била штала и спратом на којем се становало, а који су повезани унутрашњим степеништем. Основа је квадратна, зидови су од камена, а четворосливни кров је покривен шиндром. Кула данас има више власника и наследника који не живе у селу тако да је објекат напуштен и оштећен. У централни регистар је уписана 25. маја 2011. под бројем СК 2099, а у регистар Завода за заштиту споменика културе Краљево 29. септембра 2010. под бројем СК 251.